# IC 828
IC 828 је спирална галаксија у сазвјежђу Дјевица која се налази на листи објеката дубоког неба у Индекс каталогу.
Деклинација објекта је - 8° 7' 58" а ректасцензија 12h 52m 15,6s. Привидна величина (магнитуда) објекта IC 828 износи 14,7 а фотографска магнитуда 15,5.